# 高橋友理
高橋 友理（たかはし ゆり、1986年7月30日 - ）は、元北海道放送の女性アナウンサー。

## 人物・経歴
- 静岡県静岡市出身で、沼津市育ち[1]。
- 身長167cm。
- 早稲田大学教育学部を卒業し、併せてTBSアナウンススクールも卒業した[2]。
- 入社式の前に総力報道!THE NEWS HBCを担当[3]。
- 2009年に入社。同期に室谷香菜子・堰八紗也佳・キャリア採用の水野善公がいる[4]。
- 2010年から地上デジタル放送推進大使を担当[5]。
- 2014年10月31日より、自身の公式ブログを開始。
- 2017年3月で北海道放送を退社。

## 過去の出演番組
テレビ
- 総力報道!THE NEWS HBC （2009年3月30日 - 2010年3月26日） - キャスター
- のんのん。 （2009年7月21日）
- NEWS1 （2010年3月29日 - 2013年10月4日） - キャスター
- Hana*テレビ - ニュースコーナー担当
- ディア北海道!（不定期） - ナレーター担当
- グッチーの 今日ドキッ! - ニュースセンターからの中継
- ジョシアナ - 2009年入社新人のお部屋探しに出演
- ミニアナ（不定期）
- 今日ドキッ! （2013年10月7日 - 2017年3月24日） - キャスター
- HBCニュース 平日昼前 - 日替わり担当

ラジオ
- ura-ユリ （2011年4月9日 - 2012年9月29日）
- 美女アナトリオのお年玉獲得大作戦! （2012年1月2日） - ラジオ特番に堰八紗也佳・室谷香菜子ら3人で初共演した[6]。

## DVD
- ジョシアナ+Plus （2009年6月1日、HBCメディアクリエート） 特典映像